# Józefa Brągiel
Józefa Brągiel (ur. 1941) – polska pedagog, dr hab. nauk humanistycznych, profesor Instytutu Nauk Pedagogicznych Wydziału Nauk Społecznych Uniwersytetu Opolskiego.

## Życiorys
Obroniła pracę doktorską, w 1992 habilitowała się na podstawie pracy zatytułowanej Wychowanie w rodzinie niepełnej. 22 października 1998 nadano jej tytuł profesora w zakresie nauk humanistycznych. Objęła funkcję profesora zwyczajnego w Instytucie Nauk Pedagogicznych na Wydziale Historycznym i Pedagogicznym  Uniwersytetu Opolskiego, a także w Katedrze Pedagogiki Społecznej na Wydziale Pedagogicznym Wyższej Szkole Zarządzania i Administracji w Opolu.
Piastuje stanowisko profesora w Instytucie Nauk Pedagogicznych na Wydziale Nauk Społecznych Uniwersytetu Opolskiego.